# Henger Éva
Henger Éva (Győr, 1972. november 2.) televíziós műsorvezető, pornószereplő.

## Életútja
Tizenhét éves korában Miss Tini Hungarynek választották. 1990-ben Olaszországba ment, ahol Riccardo Schicchi pornóproducer barátnője lett, majd összeházasodtak, és két gyermekük született. Főként sztriptíztáncosként dolgozott, emellett szerepelt néhány pornófilmben.
Olaszországban nagy népszerűségnek örvend, több tv- és reality show-ban is szerepelt.

## Filmjei
- Bastardi (2008)
- Saturday Night Live from Milano (2006)
- Tutti all'attacco (2005)
- Scacco alla regina (2001)
- A Song for Eurotrash (1998)
- Peccati di gola (1997)